# 아코 아레나 (1985년)
아코 아레나 I(영어: ARCO Arena I)은 미국 캘리포니아주 새크라멘토에 위치한 실내 경기장이다. 과거 NBA 새크라멘토 킹스의 홈경기장으로 사용했다.